# Adeline Gouénon
Nanzie Adeline Gouénon (* 20. Oktober 1994) ist eine ivorische Sprinterin.

## Sportliche Laufbahn
Erste internationale Erfahrungen sammelte Adeline Gouénon bei den Afrikameisterschaften 2012 in Porto-Novo, bei denen sie im 100-Meter-Lauf bis in das Halbfinale gelangte und dort mit 12,39 s ausschied. Zudem gelangte sie auch über 200 Meter bis in das Halbfinale, ging dort aber nicht mehr an den Start und gewann mit der ivorischen 4-mal-100-Meter-Staffel in 45,29 s die Bronzemedaille hinter Nigeria und Ghana. Im Jahr darauf schied sie bei den Spielen der Frankophonie in Nizza mit 12,41 s im Vorlauf aus und belegte mit der Staffel in 45,84 s den fünften Platz. 2014 wurde sie bei den Afrikameisterschaften in Marrakesch in 11,86 s Achte und gewann mit der Staffel in 43,99 s die Silbermedaille hinter Nigeria. 2015 nahm sie erstmals an den Afrikaspielen in Brazzaville teil, erreichte dort über 100 Meter in 11,49 s Rang vier und ging im 200-Meter-Lauf im Halbfinale nicht mehr an den Start. Zudem gewann sie mit der Staffel in 43,98 s die Bronzemedaille hinter den Mannschaften aus Nigeria und Ghana. 2016 ging sie bei den Hallenweltmeisterschaften in Portland im 60-Meter-Lauf an den Start und schied dort mit 7,50 s in der ersten Runde aus. Bei den Afrikameisterschaften in Durban gewann sie mit der Staffel in 44,29 s die Bronzemedaille hinter Südafrika und Ghana. Über 200 Meter gelangte sie bis in das Finale, ging dort aber nicht erneut an den Start. Zudem schied sie im 100-Meter-Lauf mit 11,68 s im Halbfinale aus. 
2017 siegte sie mit der Staffel in 44,22 s bei den Spielen der Frankophonie im heimischen Abidjan und schied über 100 Meter mit 12,01 s in der ersten Runde aus. 2018 gelangte sie bei den Afrikameisterschaften in Asaba über 100 und 200 Meter jeweils bis in das Halbfinale, in dem sie mit 11,92 s bzw. 24,41 s ausschied. Zudem sicherte sie sich mit der Staffel in 44,40 s die Silbermedaille hinter Nigeria.

## Persönliche Bestzeiten
- 100 Meter: 11,49 s (+0,6 m/s), 14. September 2015 in Brazzaville
  - 60 Meter (Halle): 7,26 s, 31. Januar 2016 in Lee Valley
- 200 Meter: 23,96 s (+2,0 m/s), 22. Juni 2016 in Durban
  - 200 Meter (Halle): 24,19 s, 22. Februar 2015 in Sheffield